# Association Guillaume Budé
L'Association Guillaume Budé és una associació francesa (société savante) reconeguda d'interès públic, que té per objectiu la difusió de les humanitats. Fou batejada així en homenatge a l'humanista del segle xvi Guillaume Budé.
Fundada l'any 1917 per quatre reconeguts universitaris i filòlegs francesos, Maurici Croiset, Paul Mazon i Alfred Ernout, l'associació té per objectiu principal l'edició científica d'autors grecs i llatins.). L'any 1919 començà a publicar la « col·lecció de les Universitats de França » (CUF), els volums de la qual són més coneguts sota el nom familiar de « Budé ». A continuació creà una editorial, anomenada Belles Lettres. El seu perímetre d'activitat sobrepassa ràpidament la l'antiguitat greco-llatina, ja que s'interessa igualment per la literatura romana d'Orient i pels autors medievals de llengua llatina. El 1923 s'afegeix a les seves activitats la publicació d'un butlletí trimestral.
L'arquitecte incansable d'aquesta empresa ambiciosa fou l'hel·lenista Paul Mazon, qui acumulà fins al 1939 les funcions de Secretari general de l'Associació, Director de la Col·lecció de les Universitats de França i de President del Consell d'Administració de les Belles Lettres. Sobre la coberta dels volums de la sèrie llatina figura la lloba romana del Museus Capitolins, mentre que en la dels volums de la sèrie grega hi figura l'òliba d'Atena La col·lecció té com a propòsit editar tots els textos grecs i llatins fins a mitjans del segle vi, amb una traducció francesa inèdita, una introducció, les notes aclaridores i un aparat crític.
L'associació és membre fundador de la Federació internacional de les associacions d'estudis clàssics (1948).